# چندجمله‌ای تکین
یک چندجمله‌ای تکین (به انگلیسی: Monic Polynomial) در جبر، یک چندجمله‌ای تک-متغیره‌ای (یعنی فقط یک متغیر دارد) است که ضریب جمله اول آن (یعنی ضریب غیرصفری که بالاترین درجه را دارد، یا ضریب جمله پیشگام آن) برابر ۱ باشد. بنابراین، یک چندجمله‌ای تکین به حالت زیر است:
{\displaystyle x^{n}+c_{n-1}x^{n-1}+\cdots +c_{2}x^{2}+c_{1}x+c_{0}}

## ارجاعات
1. ↑  Fraleigh 2003, p. 432, Under the Prop. 11.29.